# Середня ящірка
Середня ящірка (Lacerta media) — представник роду Ящірок родини Справжні ящірки. Має 5 підвидів. Інша назва «велика східна зелена ящірка».

## Опис
Загальна довжина коливається від 35 до 42 см, з якої значну частину складає досить довгий хвіст. Молоді ящірки зверху темно-коричневого або бурого кольору з 5 вузькими зеленуватими поздовжніми смугами. Дорослі стають зеленими з різними відтінками з численними дрібними чорними цятками й крапочками, з хробакоподібним або сітчастим малюнком на голові. Черево жовто-зелене у самців, жовтувате або біле — у самок. У самок верхня сторона задніх лап з округлими чорними плямами. У період парування у самців боки голови, горло, а іноді боки набувають яскравого блакитно-синього забарвлення, а тулуб — смарагдово-зеленого. Нерідко на боках спереду з'являються округлі блакитні плями. Хвіст та задні кінцівки завжди зелені. Луска на спині витягнута й шестикутна, кілеподібна. Зовнішні стегнові пори розвинені слабкіше внутрішніх. 

## Спосіб життя
Полюбляє чагарникові зарості, ялівцеве й фісташкове рідколісся, розріджені дубові ліси. Зустрічається також у садах. У горах підіймається до 2600 м. Добре лазить по чагарниках і деревах, підіймається вгору по стовбуру на кілька метрів. Ховається у власних норах. 
Це яйцекладні ящірки. Статева зрілість настає у віці 2 років. Парування починається у квітні. Самиця відкладає від 9 до 18 яєць. За сезон буває кілька кладок. Молоді ящірки з'являються у середині — наприкінці липня та наприкінці серпня — на початку вересня. Харчується різними безхребетними, молодими ящірками, плодами та ягодами.

## Розповсюдження
Мешкає у Грузії, північній та східній Туреччині, північному Ірані, Вірменії, Азербайджані, Краснодарському краї та Дагестані (Росія). Зустрічається також у деяких районах Сирії, Лівану, Ізраїлю, Йорданії.

## Підвиди
- Lacerta media ciliciensis
- Lacerta media isaurica
- Lacerta media israelica
- Lacerta media media
- Lacerta media wolterstorffi